# Physalis quillabambensis
Physalis quillabambensis är en potatisväxtart som beskrevs av D. Medina Castro. Physalis quillabambensis ingår i släktet lyktörter, och familjen potatisväxter. Inga underarter finns listade i Catalogue of Life.